# Modena Football Club 1933-1934
Questa pagina raccoglie i dati riguardanti il Modena Football Club nelle competizioni ufficiali della stagione 1933-1934.

## Rosa
| N. |                   | Ruolo | Calciatore        |
| -- | ----------------- | ----- | ----------------- |
|    | Italia (bandiera) | D     | Mario Baraldi     |
|    | Italia (bandiera) | C     | Danilo Bazzani    |
|    | Italia (bandiera) | D     | Antonio Bernacchi |
|    | Italia (bandiera) | A     | Antonio Carnevali |
|    | Italia (bandiera) | P     | Bruno Cassetti    |
|    | Italia (bandiera) | C     | Vasco Cavani      |
|    | Italia (bandiera) | D     | Dante Cerboncini  |
|    | Italia (bandiera) | A     | Ettore Fabbri     |
|    | Italia (bandiera) | A     | Cesare Franchini  |
|    | Italia (bandiera) | C     | Astro Galli       |
|    | Italia (bandiera) | A     | Remo Galli        |

| N. |                   | Ruolo | Calciatore          |
| -- | ----------------- | ----- | ------------------- |
|    | Italia (bandiera) | C     | Venuto Lombatti     |
|    | Italia (bandiera) | D     | Giordano Malagoli   |
|    | Italia (bandiera) | A     | Angelo Piccaluga    |
|    | Italia (bandiera) | C     | Silio Poli          |
|    | Italia (bandiera) | D     | Zorè Sabbadini      |
|    | Italia (bandiera) | C     | Bonifacio Scaltriti |
|    | Italia (bandiera) | D     | Duilio Setti        |
|    | Italia (bandiera) | P     | Porthus Silingardi  |
|    | Italia (bandiera) | A     | Otello Subinaghi    |
|    | Italia (bandiera) | C     | Giorgio Tedeschini  |
|    | Italia (bandiera) | A     | Luciano Vezzani     |